# Mielite
La mielite è un'infiammazione del midollo spinale che può interrompere le normali risposte dal cervello al resto del corpo e dal resto del corpo al cervello. L'infiammazione nel midollo spinale può causare danni alla mielina e agli assoni con conseguente paralisi e perdita sensoriale. La mielite è classificata in diverse categorie a seconda dell'area o della causa della lesione; tuttavia, qualsiasi attacco infiammatorio al midollo spinale viene spesso definito mielite trasversa.

## Classificazione

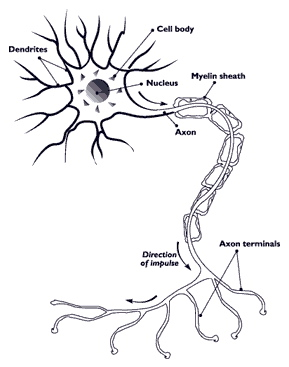
La mielite danneggia la guaina mielinica che avvolge l'assone.

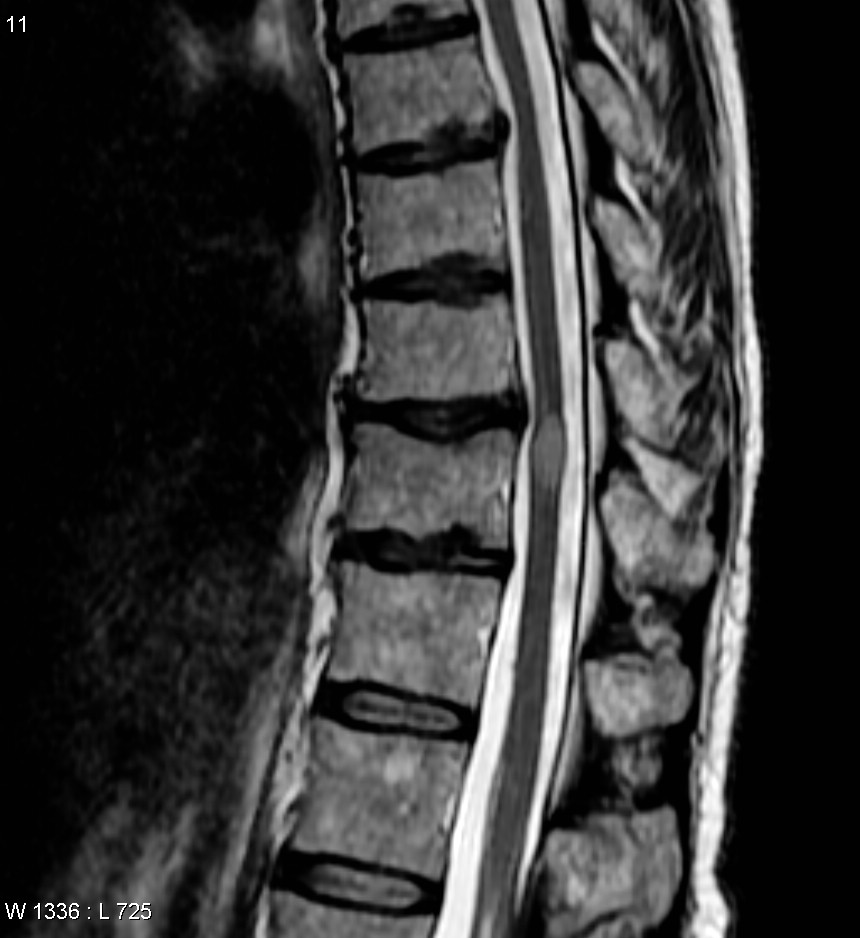
Immagine RM del midollo spinale di un paziente affetto da mielite trasversa

Le lesioni da mielite si verificano di solito in una regione ristretta ma possono essere diffuse e colpire molte aree.
- Mielite acuta flaccida: una sindrome simile alla poliomielite che causa debolezza muscolare e paralisi.
- Poliomielite:[1] malattia causata da infezione virale nella materia grigia con sintomi di paralisi muscolare o debolezza
- Mielite trasversa: causata da demielinizzazione assonale che coinvolge entrambi i lati del midollo spinale
- Leucomielite: lesioni nella sostanza bianca
- Mielite meningococcica (o meningomielite): lesioni che si verificano nella regione delle meningi e del midollo spinale

L'osteomielite dell'osso vertebrale che circonda il midollo spinale (cioè l'osteomielite vertebrale) è una condizione diversa, sebbene alcune infezioni (ad esempio l'infezione da Staphylococcus aureus) possano occasionalmente causare entrambe contemporaneamente.

## Segni e sintomi

La posizione dei motoneuroni nelle cellule del corno anteriore della colonna vertebrale è affetta dai poliovirus che causano la poliomielite.

A seconda della causa della malattia, tali condizioni cliniche manifestano una velocità diversa nella progressione dei sintomi nel giro di poche ore o giorni. La maggior parte delle mieliti manifesta una rapida progressione della debolezza muscolare o della paralisi a partire dalle gambe e quindi dalle braccia con vari gradi di gravità. A volte la disfunzione di braccia o gambe causa instabilità della postura e difficoltà nel camminare o in qualsiasi movimento. Anche i sintomi generalmente includono parestesia che è una sensazione di solletico, formicolio, bruciore, pizzicore o intorpidimento della pelle di una paziente senza alcun apparente effetto fisico a lungo termine. I pazienti adulti spesso segnalano dolore alla schiena, alle estremità o all'addome. I pazienti presentano anche un maggior stimolo alla minzione, disfunzioni intestinali o della vescica come incontinenza della vescica, difficoltà o incapacità di svuotamento e evacuazione incompleta dell'intestino o costipazione. Altri segnalano anche febbre, problemi respiratori e vomito intrattabile.

### Malattie associate alla mielite
Le condizioni associate alla mielite includono:
- Encefalomielite acuta disseminata: demielinizzazione autoimmune del cervello che causa gravi segni e sintomi neurologici
- Sclerosi multipla: demielinizzazione del cervello e del midollo spinale
- Neuromielite ottica o malattia di Devic: attacco immunitario al nervo ottico e al midollo spinale
- Mielite trasversa
- Sindrome di Sjögren: distruzione del sistema esocrino del corpo
- Lupus eritematoso sistemico: malattia autoimmune sistemica caratterizzata da un'ampia varietà di segni e sintomi neurologici
- Sarcoidosi:[4] cellule infiammatorie croniche si formano come noduli in più organi
- Atopia: un disturbo immunitario dei bambini che si manifesta come eczema o altre condizioni allergiche.[5] Può includere mielite atopica, che causa debolezza.[6]
- Mielopatie immuno-mediate: gruppo eterogeneo di disturbi infiammatori del midollo spinale inclusi disturbi autoimmuni con anticorpi noti.[7]

## Eziologia
La mielite si verifica a causa di vari motivi come le infezioni. Infezioni portate da virus, batteri, muffe o parassiti come il virus dell'immunodeficienza umana (HIV), virus T-linfotropici umani di tipo I e II (HTLV-I / II), sifilide, malattia di Lyme e tubercolosi possono causare mielite, ma può essere causata anche per vie non infettive o infiammatorie. La mielite segue spesso dopo le infezioni o dopo una vaccinazione. Questi fenomeni possono essere spiegati da una teoria dell'attacco autoimmune secondo cui le cellule autoimmuni attaccano il midollo spinale in risposta alla reazione immunitaria.

### Eziopatogenesi
La teoria dell'attacco autoimmune afferma che una persona con disturbi neuroimmunologici ha una predisposizione genetica al disturbo autoimmune e che i fattori ambientali innescano la malattia. La genetica specifica della mielite non è completamente compresa. Si ritiene che la risposta del sistema immunitario potrebbe essere a un'infezione virale, batterica, fungina o parassitaria; tuttavia, non è noto il motivo per cui il sistema immunitario attacca se stesso. In particolare, affinché il sistema immunitario causi una risposta infiammatoria in qualsiasi parte del sistema nervoso centrale, le cellule del sistema immunitario devono passare attraverso la barriera emato-encefalica. Nel caso della mielite, non solo il sistema immunitario è disfunzionale, ma la disfunzione attraversa anche questa barriera ematoencefalica protettiva per colpire il midollo spinale.

### Mielite infettiva[9]
- Mielite virale

La maggior parte delle mieliti virali è acuta, ma i retrovirus (come l'HIV e l'HTLV) possono causare mielite cronica. La poliomielite, o mielite della sostanza grigia, è generalmente causata dall'infezione del corno anteriore del midollo spinale da parte degli enterovirus (poliovirus, enterovirus (EV) 70 e 71, echovirus, coxsackievirus A e B) e dei flavivirus (Nilo occidentale, encefalite giapponese, encefalite trasmessa da zecche). D'altra parte, la mielite o leucomielite trasversa, o mielite da sostanza bianca, sono spesso causate da herpesvirus e virus dell'influenza. Può essere dovuto all'invasione virale diretta o tramite meccanismi immunomediati.
- Mielite batterica

La mielite batterica include il Mycoplasma pneumoniae, che è un agente comune per il tratto respiratorio. Gli studi hanno mostrato infezioni del tratto respiratorio entro 4-39 giorni prima dell'inizio della mielite trasversa. Oppure, è noto che la tubercolosi, la sifilide e la brucellosi causano mielite in soggetti immunocompromessi. La mielite è una rara manifestazione di infezione batterica.
- Mielite fungina

Esistono casi in cui i funghi colpiscono il midollo spinale formando ascessi all'interno dell'osso o mediante granulomi. In generale, ci sono due gruppi di funghi che possono infettare il sistema nervoso centrale e causare mielite: agenti patogeni primari e secondari. I patogeni primari comprendono: Cryptococcus neoformans, Coccidioides immitis, Blastomyces dermatitides e Hystoplasma capsulatum. I patogeni secondari sono agenti opportunistici che infettano principalmente gli ospiti immunocompromessi come le specie di Candida, di Aspergillus e gli zigomiceti.
- Mielite parassitaria

Le specie parassite infettano gli ospiti umani attraverso le larve che penetrano nella pelle. Quindi entrano nel sistema linfatico e circolatorio e migrano verso fegato e polmoni. Alcuni raggiungono il midollo spinale. Sono state segnalate infezioni parassitarie con specie di Schistosoma, Toxocara canis, Echinococcus, Taenia solium, Trichinella spiralis e Plasmodium.

### Mielite autoimmune
Nel 2016 è stata identificata dalla Mayo Clinic una forma autoimmune di mielite dovuta alla presenza di autoanticorpi anti- GFAP. Le immunoglobuline dirette contro l'isoforma alfa della proteina fibrillare acida della glia (GFAP-IgG) hanno predetto una meningoencefalomielite speciale chiamata astrocitopatia autoimmune GFAP che in seguito è stata trovata anche in grado di apparire come una mielite.

## Diagnosi
La mielite ha una diagnosi differenziale estesa. Il tipo di insorgenza (acuta rispetto a subacuta / cronica) insieme a sintomi associati come la presenza di dolore, sintomi costituzionali che comprendono febbre, malessere, perdita di peso o un'eruzione cutanea possono aiutare a identificare la causa della mielite. Per stabilire una diagnosi di mielite, è necessario localizzare il livello del midollo spinale ed escludere le malattie cerebrali e neuromuscolari. Sono inoltre necessari un'anamnesi dettagliata, un attento esame neurologico e studi di imaging mediante risonanza magnetica (MRI). Per quanto riguarda la causa del processo, ulteriori accertamenti aiuterebbero a identificare la causa e indirizzare il trattamento. La risonanza magnetica della colonna vertebrale è valida, in particolare con mielite acuta, per valutare le lesioni strutturali che possono richiedere un intervento chirurgico o una malattia diffusa. L'aggiunta di gadolinio come mezzo di contrasto aumenta ulteriormente la sensibilità diagnostica. Potrebbe essere necessaria una risonanza magnetica cerebrale per identificare l'estensione del coinvolgimento del sistema nervoso centrale (SNC). La puntura lombare è importante per la diagnosi di mielite acuta quando si sospetta un processo tumorale, una causa infiammatoria o infettiva o se la risonanza magnetica risulta normale o non specifica. Anche gli esami del sangue complementari sono utili per stabilire una diagnosi solida. Raramente, può diventare necessaria una biopsia di una lesione quando la causa è incerta. Tuttavia, nel 15-30% delle persone con mielite subacuta o cronica, non viene mai scoperta una causa chiara.

## Terapia
Poiché ogni caso è diverso, i seguenti sono possibili trattamenti che i pazienti potrebbero ricevere nella gestione della mielite.
- Steroidi per via endovenosa

Il metil-prednisolone endovenoso ad alte dosi per 3-5 giorni è considerato uno standard di cura per i pazienti sospettati di avere una mielite acuta, a meno che non vi siano ragioni che convincano diversamente. La decisione di somministrare steroidi continui o aggiungere un nuovo trattamento si basa spesso sul decorso clinico e sull'aspetto della risonanza magnetica al termine di cinque giorni di steroidi.
- Plasmaferesi (PLEX)[13]

I pazienti con forme di malattia da moderate a aggressive che non mostrano molti miglioramenti dopo essere stati trattati con steroidi per via endovenosa e orale possono essere trattati con PLEX. Gli studi retrospettivi su pazienti con TM trattati con steroidi per via endovenosa seguiti da PLEX hanno mostrato un risultato positivo. Inoltre ha dimostrato di essere efficace con altri disturbi autoimmuni o infiammatori del sistema nervoso centrale. Particolare beneficio è stato dimostrato con pazienti che si trovano nella fase acuta o subacuta della mielite e mostrano infiammazione attiva alla risonanza magnetica. Tuttavia, a causa dei rischi insiti nella procedura di puntura lombare, questo intervento è determinato dal medico curante caso per caso.
- Immunosoppressori / agenti immunomodulatori

La mielite senza una causa definita si ripresenta raramente, ma per altri la mielite può essere una manifestazione di altre malattie di cui sopra. In questi casi, può essere necessario un trattamento in corso con farmaci che modulano o sopprimono il sistema immunitario. A volte non esiste un trattamento specifico. In ogni caso, la riabilitazione aggressiva e la gestione dei sintomi a lungo termine sono parte integrante del piano terapeutico.

### Filoni di ricerca
La rigenerazione del nervo del sistema nervoso centrale sarebbe in grado di riparare o rigenerare il danno causato al midollo spinale. Ripristinerebbe le funzioni perse a causa della malattia.
- Ingegneria riparazione endogena

Attualmente esiste un ponteggio a base di idrogel che funge da canale per fornire substrati che migliorano la crescita dei nervi fornendo supporto strutturale. Questi fattori favorirebbero le riparazioni nervose nell'area target. Le proprietà macroporose degli idrogel consentirebbero l'attaccamento delle cellule e migliorerebbero lo scambio di ioni e nutrienti. Inoltre, la biodegradabilità o la biorisolvibilità degli idrogel impedirebbe la necessità di rimozione chirurgica dell'idrogel dopo la somministrazione del farmaco. Significa che sarebbe dissolto naturalmente dalla reazione enzimatica del corpo.
- Riparazione biochimica
  - Terapia dei fattori neurotropici e terapia genica
  - I fattori di crescita neurotropici regolano la crescita, la sopravvivenza e la plasticità dell'assone. Favoriscono la rigenerazione dei nervi dopo lesioni al sistema nervoso. Sono un potente iniziatore della crescita assonale sensoriale e sono sovraregolati nel sito della lesione. Il rilascio continuo del fattore di crescita neurotropico (NGF) aumenterebbe la rigenerazione dei nervi nel midollo spinale. Tuttavia, il dosaggio eccessivo di NGF spesso porta a una plasticità indesiderata e alla germinazione di nervi sensoriali non lesi. La terapia genica sarebbe in grado di aumentare l'efficacia della NGF attraverso la somministrazione controllata e prolungata in una modalità specifica per il sito.

- Terapie basate sulle cellule staminali

La possibilità di rigenerazione dei nervi dopo una lesione al midollo spinale è stata considerata limitata a causa dell'assenza di neurogenesi maggiore. Tuttavia, Joseph Altman ha dimostrato che nel cervello si verifica una divisione cellulare che ha dato potenziale per la terapia con cellule staminali per la rigenerazione dei nervi. Le terapie basate sulle cellule staminali vengono utilizzate per sostituire le cellule perse e danneggiate a causa dell'infiammazione, per modulare il sistema immunitario e per migliorare la rigenerazione e la rimielinizzazione degli assoni. Le cellule staminali neurali (NSC) hanno il potenziale per integrarsi con il midollo spinale perché in recenti studi hanno dimostrato il loro potenziale di differenziazione in più tipi di cellule che sono cruciali per il midollo spinale. Gli studi dimostrano che i NSC che sono stati trapiantati in una lesione demielinizzante del midollo spinale sono stati trovati per rigenerare oligodendrociti e cellule di Schwann e assoni completamente rimielinizzati.